# NGC 7352
NGC 7352 est un amas ouvert situé dans la constellation de Céphée. Il a été découvert par l'astronome britannique John Herschel en 1829.
La base de données Simbad, en se basant sur un article publié en 2017 par Loktin et Popova, indique que NGC 7352 est à environ 3 245 pc (∼10 600 al) du système solaire,. Cette distance est passablement de celle indiquée par Tadross dans un article paru en 2011, soit 2 145 ± 99 pc (∼7 000 al).
Selon Tadross, NGC 7352 est âgé de 50 millions d'années et sa taille apparente est de 9,0 minutes d'arc, ce qui, compte tenu de la distance et grâce à un calcul simple, équivaut à une taille réelle de 27 al. Cet amas est à environ 9,36 kpc (∼30 500 al) du centre de galaxie. Les distances entre le Soleil et les projections de l'amas sur le disque de notre galaxie sont X{\displaystyle {\odot }} = 698 pc, Y{\displaystyle {\odot }} = 2 452 pc et Z{\displaystyle {\odot }} = −47 pc.
Wolfgang Steinicke et le professeur Seligman considèrent NGC 7352 comme un groupe d'étoiles et non comme un amas ouvert. De plus, NGC 7352 ne figure pas sur le site WEBDA qui est consacré aux amas ouverts. Les bases de données Simbad et HyperLeda considèrent qu'il s'agit d'un amas ouvert et la bases de données NASA/IPAC indique qu'il s'agit de quelque chose d'autre (other). Le site « The Sky Live » considère également qu'il s'agit d'autre chose.

## Mouvement propre
Simbad indique deux couples totalement différents pour la moyenne du mouvement propre de NGC 7352. Ces deux couples sont :
- −0,625 ± 0,188 mas/an et −0,843 ± 0,178 mas/an[5]
- +0,25 ± 2,84 mas/an et −3,46 ± 1,52 mas/an[9]